# Спенсер Найт
Спенсер Найт (англ. Spencer Knight; нар. 19 квітня 2001, Деріан) — американський хокеїст, воротар клубу НКАА Бостонський коледж.

## Ігрова кар'єра
У 2017 Спенсер потрапив до системи з розвитку юніорського хокею США. Відігравши в лізі ХЛСШ два сезони. З сезону 2019–20 Найт захищає кольори хокейної команди Бостонського коледжу. За підсумками першого воротар увійшов до команди всіх зірок, а також потрапив до другої команди всіх зірок НКАА.
21 червня 2019 року був обраний на драфті НХЛ під 13-м загальним номером командою «Флорида Пантерс». Це стало першим випадком коли клуб обрав голкіпера в першому раунді.

## На рівні збірних
На світовій першості 2021 року Спенсер був першим номером молодіжної збірної США, яка у фінальній грі перемогла канадців з рахунком 2–0.

## Статистика

### Клубні виступи
| Сезон         | Клуб               | Ліга          | Регулярний сезон | Регулярний сезон | Регулярний сезон | Регулярний сезон | Регулярний сезон | Регулярний сезон | Регулярний сезон | Регулярний сезон | Регулярний сезон | Плей-оф | Плей-оф | Плей-оф | Плей-оф | Плей-оф | Плей-оф | Плей-оф | Плей-оф |
| Сезон         | Клуб               | Ліга          | І                | В                | П                | Н/OT             | Хв               | ПГ               | ІБГ              | ПГГ              | %ВК              | І       | В       | П       | Хв      | ПГ      | ІБГ     | ПГ      | %ВК     |
| ------------- | ------------------ | ------------- | ---------------- | ---------------- | ---------------- | ---------------- | ---------------- | ---------------- | ---------------- | ---------------- | ---------------- | ------- | ------- | ------- | ------- | ------- | ------- | ------- | ------- |
| 2017–18       | США                | ХЛСШ          | 19               | 13               | 4                | 0                | 982              | 52               | 0                | 3.18             | .902             | —       | —       | —       | —       | —       | —       | —       | —       |
| 2018–19       | США                | ХЛСШ          | 16               | 15               | 1                | 0                | 841              | 31               | 1                | 2.21             | .903             | —       | —       | —       | —       | —       | —       | —       | —       |
| 2019–20       | Бостонський коледж | НКАА          | 33               | 23               | 8                | 2                | 1,979            | 65               | 5                | 1.97             | .931             | —       | —       | —       | —       | —       | —       | —       | —       |
| Усього в ХЛСШ | Усього в ХЛСШ      | Усього в ХЛСШ | 35               | 28               | 5                | 0                | 1823             | 83               | 1                | 2.73             | .902             | —       | —       | —       | —       | —       | —       | —       | —       |

### Збірна
| Рік              | Команда          | Турнір           | Місце            | І  | В  | П | Н | ВК  | ПГ | ІБГ | ПГГ  | %ВК  |
| ---------------- | ---------------- | ---------------- | ---------------- | -- | -- | - | - | --- | -- | --- | ---- | ---- |
| 2019             | США              | ЮЧС18            | 3                | 6  | 5  | 1 | 0 | 357 | 9  | 1   | 1.51 | .936 |
| 2020             | США              | МЧС              | 6-е              | 4  | 2  | 2 | 0 | 241 | 10 | 0   | 2.49 | .913 |
| 2021             | США              | МЧС              | 1                | 7  | 6  | 1 | 0 | 332 | 9  | 3   | 1.63 | .940 |
| Молодіжна збірна | Молодіжна збірна | Молодіжна збірна | Молодіжна збірна | 17 | 19 | 5 | 0 | 930 | 28 | 4   | 1.87 | .930 |